# 美深站
美深站（日语：／ Bifuka eki */?）是北海道旅客鐵道宗谷本線沿線車站之一，位於日本北海道中川郡美深町字開運町，車站編碼為W54。在1985年之前，美深曾是日本國鐵所屬地方鐵路線美幸線與宗谷本線的銜接車站。
美深是宗谷本線特急列車「超級宗谷」和「佐呂別」的停車站之一。

## 站名由來
美深車站的站名源自阿伊努語中的「pi-uka/」，意思為有小石頭的河流。

## 車站構造
- 相對式月台，兩面兩線。
- 木製車站大堂，設有由美深町經營的商店和觀光協會的服務站。
- 過往曾為有人車站，並設有綠窗口，於日中時間服務，非服務時間則由名寄站管理。2016年5月1日起，因應精簡業務，改為無人站，並取消了綠窗口服務[1]。本站改由非JR職員駐守，並承繼部份的票務事宜。
- 設有包含名士巴士（日语：名士バス）的巴士總站在內的「美深町公共交通總站」。而大樓上興建了記念美幸線的「美幸之鐘」，在超級宗谷1號在15時到達時會鳴響。

## 歷史
- 1911年（明治44年）11月3日 - 日本國有鐵道美深站啟用，初期的站名發音為（Piuka）。一般車站。
- 1942年（昭和17年） - 美深森林鐵道開始營運。
- 1951年（昭和26年）7月14日 - 車站名稱之發音方式改為（Bifuka）。
- 1956年（昭和31年） - 美深森林鐵道停止營運。
- 1964年（昭和39年）10月5日 - 美幸線啟用。
- 1982年（昭和57年）11月15日 - 貨運業務停辦。
- 1984年（昭和59年）2月1日 - 取消行李托運業務。
- 1985年（昭和60年）9月17日 - 美幸線停用。
- 1987年（昭和62年）4月1日 - 日本國鐵分割民營化，車站劃歸由JR北海道繼承。
- 2004年（平成16年）3月17日 - 成為名寄站管理下，唯一設置職員的車站。
- 2016年5月1日：改為無人站，同時取消綠窗口服務[2]。

## 車站周邊
- 國道40號、國道275號
- 北海道道680號班溪美深停車場線
- 美深町役場
- 美深警署（日语：美深警察署）
- 美深警署車站前分所
- 美深郵局
- 北星信用金庫（日语：北星信用金庫）美深分店
- 北洋銀行美深分店
- 北遙農業協同組合（日语：北はるか農業協同組合）（JA北遙）總所
- 北海道美深高等學校（日语：北海道美深高等学校）
- 北海道美深高等養護學校
- 北海道上川北部森製造中心
- 旭川土木現業所美深分所
- 美深町文化會館COM100
- 名士巴士（日语：名士バス）「美深站前」巴士站（沿國道40號）

## 相鄰車站
北海道旅客鐵道（JR北海道）
■宗谷本線
- 特急「宗谷」・「佐呂別」

名寄（W48）－ 美深（W54）－音威子府（W61）
- 普通

智北（W52）－ 美深（W54）－天鹽川溫泉（W59）

## 外部連結
- （日語）JR北海道 – 美深站 （页面存档备份，存于）
- （日語）全驛參觀之旅 （页面存档备份，存于）